# Ambrosiodmus
Ambrosiodmus är ett släkte av skalbaggar. Ambrosiodmus ingår i familjen vivlar.

## Dottertaxa tillAmbrosiodmus, i alfabetisk ordning[1]
- Ambrosiodmus addendus
- Ambrosiodmus adustus
- Ambrosiodmus aegir
- Ambrosiodmus albizzianus
- Ambrosiodmus alsapanicus
- Ambrosiodmus anepotulus
- Ambrosiodmus apicalis
- Ambrosiodmus artegranulatus
- Ambrosiodmus asperatus
- Ambrosiodmus bispinosulus
- Ambrosiodmus bostrichoides
- Ambrosiodmus brunneipes
- Ambrosiodmus camphorae
- Ambrosiodmus catharinensis
- Ambrosiodmus coffeiceus
- Ambrosiodmus colossus
- Ambrosiodmus compressus
- Ambrosiodmus consimilis
- Ambrosiodmus conspectus
- Ambrosiodmus cristatulus
- Ambrosiodmus declivispinatus
- Ambrosiodmus desectus
- Ambrosiodmus devexulus
- Ambrosiodmus devexus
- Ambrosiodmus dihingensis
- Ambrosiodmus diversipennis
- Ambrosiodmus eichhoffi
- Ambrosiodmus facetus
- Ambrosiodmus fraterculus
- Ambrosiodmus funebris
- Ambrosiodmus funereus
- Ambrosiodmus funestus
- Ambrosiodmus guatemalensis
- Ambrosiodmus hagedorni
- Ambrosiodmus himalayensis
- Ambrosiodmus incertus
- Ambrosiodmus inferior
- Ambrosiodmus innominatus
- Ambrosiodmus inoblitus
- Ambrosiodmus inopinatus
- Ambrosiodmus katangensis
- Ambrosiodmus klapperichi
- Ambrosiodmus lantanae
- Ambrosiodmus latecompressus
- Ambrosiodmus latisulcatus
- Ambrosiodmus lecontei
- Ambrosiodmus lewisi
- Ambrosiodmus linderae
- Ambrosiodmus loebli
- Ambrosiodmus luteus
- Ambrosiodmus mahafali
- Ambrosiodmus mamibillae
- Ambrosiodmus minor
- Ambrosiodmus natalensis
- Ambrosiodmus neglectus
- Ambrosiodmus nepocranus
- Ambrosiodmus nigripennis
- Ambrosiodmus nodulosus
- Ambrosiodmus obliquecaudata
- Ambrosiodmus obliquus
- Ambrosiodmus ocellatus
- Ambrosiodmus opacithorax
- Ambrosiodmus opimus
- Ambrosiodmus optatus
- Ambrosiodmus ovatus
- Ambrosiodmus paucus
- Ambrosiodmus pellitus
- Ambrosiodmus permarginatus
- Ambrosiodmus pernodulus
- Ambrosiodmus pertortuosus
- Ambrosiodmus pithecolobius
- Ambrosiodmus pseudocitri
- Ambrosiodmus pseudocolossus
- Ambrosiodmus raucus
- Ambrosiodmus restrictus
- Ambrosiodmus rhodesianus
- Ambrosiodmus rubricollis
- Ambrosiodmus rugicollis
- Ambrosiodmus rusticus
- Ambrosiodmus sakoae
- Ambrosiodmus sandragotoensis
- Ambrosiodmus sarawakensis
- Ambrosiodmus scalaris
- Ambrosiodmus semicarinatus
- Ambrosiodmus sexdentatus
- Ambrosiodmus signiceps
- Ambrosiodmus signifer
- Ambrosiodmus subnepotulus
- Ambrosiodmus sulcatus
- Ambrosiodmus tachygraphus
- Ambrosiodmus tenebrosus
- Ambrosiodmus tomicoides
- Ambrosiodmus tortuosus
- Ambrosiodmus triton
- Ambrosiodmus trolaki
- Ambrosiodmus tropicus
- Ambrosiodmus trux
- Ambrosiodmus turgidus
- Ambrosiodmus upoluensis
- Ambrosiodmus vaspatorius
- Ambrosiodmus wilderi